# St. Charles (Virgínia)
St. Charles és una població dels Estats Units a l'estat de Virgínia. Segons el cens del 2000 tenia 159 habitants.

## Demografia
Segons el cens del 2000, St. Charles tenia 159 habitants, 61 habitatges, i 43 famílies. La densitat de població era de 361,1 habitants per km².
Dels 61 habitatges en un 39,3% hi vivien nens de menys de 18 anys, en un 44,3% hi vivien parelles casades, en un 21,3% dones solteres, i en un 27,9% no eren unitats familiars. En el 24,6% dels habitatges hi vivien persones soles l'11,5% de les quals corresponia a persones de 65 anys o més que vivien soles. El nombre mitjà de persones vivint en cada habitatge era de 2,61 i el nombre mitjà de persones que vivien en cada família era de 3,02.
Per edats la població es repartia de la següent manera: un 30,2% tenia menys de 18 anys, un 11,9% entre 18 i 24, un 28,3% entre 25 i 44, un 18,9% de 45 a 60 i un 10,7% 65 anys o més.
L'edat mediana era de 30 anys. Per cada 100 dones de 18 o més anys hi havia 85 homes.
La renda mediana per habitatge era de 14.821 $ i la renda mediana per família de 16.875 $. Els homes tenien una renda mediana de 24.583 $ mentre que les dones 11.786 $. La renda per capita de la població era de 10.133 $. Entorn del 43,8% de les famílies i el 44,7% de la població estaven per davall del llindar de pobresa.